# George T. Whitesides
George Thomas Whitesides, né le 3 mars 1974 est un homme d'affaires et homme politique américain. Pendant plus d'une décennie, il a été PDG de Virgin Galactic, une entreprise développant des véhicules spatiaux commerciaux à l'aéroport et port spatial de Mojave. Il fait toujours partie du conseil consultatif de Virgin Galactic. Whitesides a été auparavant chef de cabinet de la NASA sous l'administration de Charles Bolden.
Le 5 novembre 2024, il est élu représentant démocrate pour le vingt-septième district congressionnel de Californie et prend ses fonctions le 3 janvier 2025.

## Jeunesse et formation
Whitesides a obtenu son diplôme de la Newton North High School à Newton (Massachusetts) en 1992. Il a ensuite étudié à l'Université de Princeton, d'où il est sorti diplômé de la Woodrow Wilson School of Public and International Affairs en 1996, et a siégé pendant quatre ans au conseil des administrateurs de Princeton. Il a également obtenu un MPhil en systèmes d'information géographique et télédétection à King's College (Cambridge), ainsi qu'une bourse Fulbright en Tunisie.

## Début de carrière

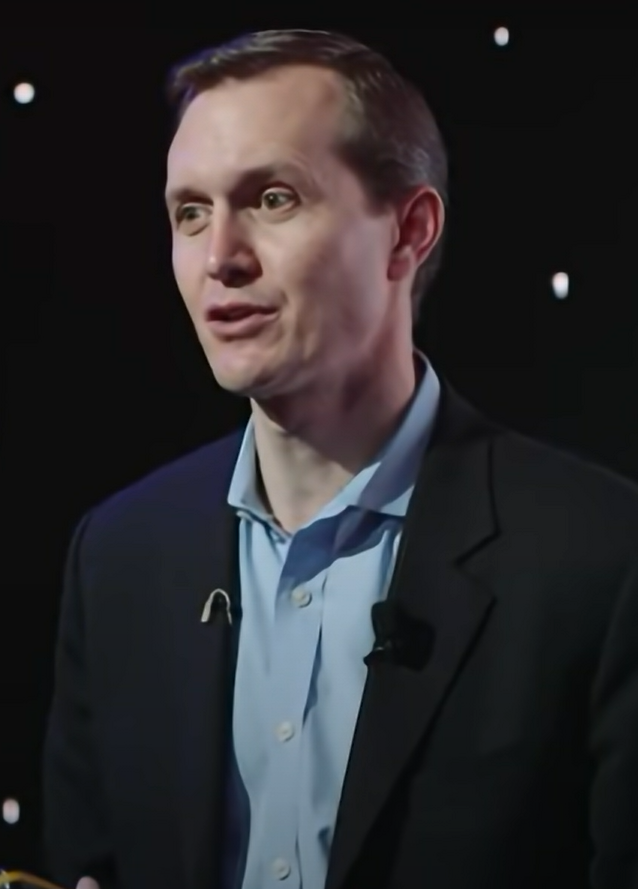
Whitesides lors du Forum économique mondial en 2017

De 2004 à 2008, Whitesides a été directeur exécutif de la National Space Society. Il est co-créateur de la Nuit de Youri avec son épouse, Loretta Hidalgo Whitesides. En 2007, il a été nommé conseiller principal de Virgin Galactic.
Il a également travaillé dans l'équipe de transition présidentielle de Barack Obama avant d'être nommé chef de cabinet de la NASA jusqu'au 7 mai 2010. À son départ, il a reçu la médaille du service distingué de la NASA, la plus haute distinction de l'agence.

## Carrière politique

### Élection de 2024
Le 22 février 2023, Whitesides annonce sa candidature à la Chambre des représentants des États-Unis pour le vingt-septième district congressionnel de Californie en tant que démocrate. Il remporte l'élection avec 51,3 % des voix le 5 novembre 2024, en battant le sortant républicain Mike Garcia.

## Vie personnelle
Il est marié à Loretta Hidalgo Whitesides, avec qui il a deux enfants,. Son père est George Whitesides, professeur de chimie à Harvard.